# Rita Knobel-Ulrich
Rita Knobel-Ulrich (* 26. Februar 1950 in Frankfurt am Main) ist eine deutsche Autorin und Filmemacherin. Bekannt wurde sie insbesondere für eine Reihe von Dokumentationen, Reportagen und Features aus dem In- und Ausland für das Fernsehen und den Hörfunk. Für diese Arbeiten erhielt sie mehrere Auszeichnungen.

## Ausbildung und Beruf
Knobel-Ulrich studierte Slawistik und Politikwissenschaften in Hamburg. Studienaufenthalte führten sie nach Leningrad und Moskau. 1983 promovierte sie in Politikwissenschaften zum Dr. phil. Als freie Journalistin arbeitete Knobel-Ulrich von 1976 bis 1984 für den Hörfunk des NDR, den Deutschlandfunk, weitere ARD-Anstalten sowie für das Deutsche Allgemeine Sonntagsblatt und die Frankfurter Rundschau. In den Jahren 1984 bis 1988 war sie als Nachrichtenredakteurin in der aktuellen Nachrichtenredaktion des privaten TV-Senders Sat.1 tätig, von 1988 bis 1996 als „feste Freie“ für den WDR, den NDR, den SWF, das ZDF und RIAS-TV (später Deutsche Welle TV). In den Jahren 1994 bis 1996 war sie festangestellte  Redakteurin beim NDR. In der Abteilung Zeitgeschehen produzierte sie Features und Dokumentationen und war des Weiteren für die Betreuung von Autoren zuständig. Seit 1997 arbeitet Rita Knobel-Ulrich wieder selbständig und hat seitdem als Autorin und Filmemacherin Dutzende von Reportagen und Dokumentationen für verschiedenste Sender der ARD sowie für das ZDF und die Deutsche Welle entwickelt. Knobel-Ulrich wohnt im niedersächsischen Drage.

## Rezeption
Daniel Haufler warf Rita Knobel-Ulrich anlässlich ihres Auftrittes in der Sendung Anne Will im Jahr 2015 zum Thema „Eine Million Flüchtlinge – Wie verändern sie Deutschland?“ im Kölner Stadtanzeiger vor, abgedroschene Klischees zu verbreiten, stets von Einzelbeispielen auf das Gesamte zu folgern und damit Irrationalität in die Diskussion eingeführt zu haben.

## Produktionen (Auswahl)
- 2021 Das Afghanistan-Desaster (NDR)
- 2020 Die Oma- und Opa-Feuerwehr (NDR)
- 2019 Luftbrücke für die Pflege - Die Nothelfer aus Fernost (SWR)
- 2019 Im Namen des Volkes – Justiz vor dem Kollaps? (ZDFzoom)
- 2018 Die Wolga – Seele Russlands (NDR)
- 2018 Ausländer rein? – Der Streit ums Einwanderungsgesetz (ZDFzoom)
- 2017 Bürokratie statt Integration – Flüchtlinge in Deutschland (ZDFzoom)
- 2016 Aufgebrochen, ausgeräumt … Was tun gegen Wohnungseinbruch? (SWR)
- 2016 Integrations-Wirrwarr – Große Pläne, kleine Schritte (ZDFzoom)
- 2015 Ein Staat – zwei Welten? – Einwanderer in Deutschland (ZDFzoom)
- 2015 Antonias Reise – Mein Jahr in Israel (ARD, Reihe „Gott und die Welt“)
- 2015 Deutschland und der gekaufte Sex (ZDFzoom)
- 2014 Vom Irrsinn der Bürokratie – Deutschland kontrolliert und wacht (ZDFzoom)
- 2013 Das Wunder vom Kleinen Aralsee (MDR, NDR, Arte)[2]
- 2013 Single-Dinner und Powerdating – Das Geschäft mit der Einsamkeit (ZDFzoom)
- 2011 Das Geschäft mit dem Tod (NDR)
- 2011 Die Hartz-Maschine – Geschäfte mit der Arbeitslosigkeit (NDR)
- 2011 Die Fluss-Kreuzfahrer – Per Schiff von Berlin nach Stralsund (NDR)
- 2011 Retro statt Ramsch – Vom Boom der Nostalgiekaufhäuser (ZDF reportage)
- 2010 Mein sibirisches Abenteuer (NDR)
- 2009 Mutti muss arbeiten – Vom Ende der Hausfrauenehe (NDR/Das Erste)
- 2009 Mit dem Zug von Berlin nach Peking (NDR)
- 2009 Schlammbad und Strudel – Zum Kuren nach Karlsbad (ZDF)
- 2009 Eine Glocke für den Michel – Wie aus Bronze Töne werden (SWR)
- 2009 Moskau lässt die Puppen tanzen (NDR)
- 2008 Mama, ich bin schwul! Jugendliche und ihr Coming-Out (ARD, Reihe „Gott und die Welt“)
- 2007 Zum Papa nur am Wochenende – Kleine Pendler auf Deutschlandtour (SWR)
- 2007 Die Kaviar-Mafia – Millionengeschäfte mit Fischeiern (NDR)
- 2006 Schwule am Altar (NDR)
- 2006 Ein Kleid von Chanel (ZDF reportage)
- 2005 Der Tag, als ich meiner Hochzeit entkam – Die Flucht einer versprochenen Braut (HR)
- 2005 Hart an der Grenze – Moskau-Inkasso treibt Schulden ein (NDR)
- 2005 Arbeit, nein, danke! Scheitern mit Hartz IV (ARD-Exclusiv)
- 2003 Mit dem Zug von Toronto nach Vancouver (WDR/NDR)
- 2003 Mit Mutti in der Antarktis – Von Packeis, Portwein & Pinguinen (NDR)
- 2001–2003 Menschen & Hotels (TV-Serie über die Geschichte und Geschichten von Nobelhotels[3]: Brenners Park Hotel, Baden-Baden; Hôtel Le Meurice, Paris; Mena House, Kairo; The Plaza, New York; Grand Hotel Europe, St. Petersburg; Hotel Sacher, Wien; Des Bains, Venedig.)
- 1998 Traumschiff nach Manhattan – Queen Elizabeth 2 (ZDF/arte)
- 1998 Papa, Mama und 15 Kinder – Alltag einer Großfamilie (HR)
- 1992 Nomaden am Rande der Welt – die Tschuktschen (NDR)
- 1991 Die Braut heisst Uwe (ARD)
- 1990 Die Revolutionäre sind pleite (ZDF)

## Schriften
- Rita Knobel-Ulrich: Die Reaktionen der Sowjetunion auf den Eurokommunismus. Hrsg.: Universität Hamburg. Hamburg 1984 (Dissertation).
- Rita Knobel-Ulrich: Reich durch Hartz IV – Wie Abzocker und Profiteure den Staat plündern. Redline Verlag, München 2013, ISBN 978-3-86881-459-0.

## Auszeichnungen
- 2005 Nominierung für den Goldenen Prometheus – Fernsehjournalist des Jahres
- 2004 Goldener Kompass PRIX ITB (für Plaza, New York aus der Reihe „Menschen & Hotels“)[4]
- 1994 Robert-Geisendörfer-Preis für den Film: Kommen Sie aus Überzeugung oder aus Deutschland? Deutsche Juden in Israel (NDR)
- Goldener Kompass der KEP für den Film Papa, Mama, 15 Kinder (HR)
- Nominierung für den Telestar für den Film Ivan läßt die Puppen tanzen (NDR)